# Zadní Zhořec
Zadní Zhořec (in tedesco Hinter Zhoretz) è un comune ceco situato nel distretto di Žďár nad Sázavou, nella regione di Vysočina.